# Trofeo Matteotti 2010
Il Trofeo Matteotti 2010, sessantaquattresima edizione della corsa e valida come evento dell'UCI Europe Tour 2010 categoria 1.1, si svolse il 1º agosto 2010 su un percorso totale di circa 188,5 km. Fu vinto dall'italiano Riccardo Chiarini che terminò la gara in 4h36'09", alla media di 40,956 km/h.
Partenza con 121 ciclisti, dei quali 51 portarono a termine il percorso.

## Ordine d'arrivo (Top 10)
| Pos. | Corridore            | Squadra       | Tempo    |
| ---- | -------------------- | ------------- | -------- |
| 1    | Riccardo Chiarini    | De Rosa       | 4h36'09" |
| 2    | Leonardo Bertagnolli | Androni Gioc. | s.t.     |
| 3    | Miguel Ángel Rubiano | Meridiana     | s.t.     |
| 4    | Domenico Pozzovivo   | Colnago       | a 1"     |
| 5    | Oscar Gatto          | ISD-Neri      | a 7"     |
| 6    | Paolo Bailetti       | Cer. Flaminia | s.t.     |
| 7    | Daniele Callegarin   | CDC-Cavaliere | s.t.     |
| 8    | Pasquale Muto        | Miche         | s.t.     |
| 9    | Giovanni Visconti    | ISD-Neri      | a 13"    |
| 10   | Davide Torosantucci  | CDC-Cavaliere | a 18"    |